# Loftus Hall
Loftus Hall je venkovské sídlo na poloostrově Hook v hrabství Wexford v Irsku. Byl přestavěn na základech dřívějšího hradu známého jako Redmond Hall, podle dřívějšího rodu vlastníků. Je známý a vyhledávaný jako místo, kde údajně straší.

## Historie
Raymond Le Grosv roce 1170 přistál na místě, nyní známé jako Baginbun (pojmenované po jeho dvou lodích La Bague et La Bonne), kde měl svést důležitou bitvu, aby zabezpečil příjezd Richarda de Clare, 2. hraběte z Pembroke do Irska. Získal pozemek v oblasti v hrabství Wexford, na kterém postavil hrad známý jako Houseland Castle. Rod Redmondů nahradil svůj původní hrad jiným kolem roku 1350 v době Černé smrti. Tento druhý hrad byl známý jako „The Hall“ nebo Redmond Hall.

### Útok během irských konfederačních válek
V roce 1642 byl budoucí Loftus Hall – tehdy ještě známý jako Redmond's Hall – napaden anglickými vojáky věrnými Karlovi I. Anglickému. Irské konfederační války vypukly v roce 1641, ve Wexfordu začalo nepřítelství v roce 1643. Anglická posádka asi 100 mužů pod velením lorda Esmonda byla umístěna v pevnosti v Duncannon. Dne 23. února byla tato posádka posílena o dalších 200 vojáků pod velením kapitána Anthonyho Weldona a kapitána Thomase Astona spolu se šesti děly. Dne 19. června byla skupina těchto vojáků z pevnosti napadena skupinou vojáků irské konfederace pod velením kapitána Rossitera a majora Jamese Butlera u Shielbaggan na cestě do Tinternu. Angličané byli poraženi a zahnáni zpět do pevnosti. Pro sužovanou posádku v Duncannonu byl Redmond Hall jasně viditelný a o jeho majiteli Alexanderu Redmond bylo známo, že s rebely sympatizuje a poskytuje jim pomoc. Kapitán Aston věřil, že lze Redmond's Hall snadno dobýt. Dne 20. července 1642 vyplul z Duncannon s asi 90 muži a dvěma malými děly a přistál poblíž hradu.
Přestože Alexanderu Redmond bylo 68 let, zabarikádoval se a připravoval se hrad bránit. Pomáhali mu jeho synové Robert a Michael, někteří jejich nájemníci, dva muži ve zbrani a potulný krejčí, který zde náhodou pracoval, když došlo k útoku. Obránců bylo celkem 10 a byli vyzbrojeni puškami s dlouhými hlavněmi. Kapitán Aston přivedl své muže před Redmond Hall a jménem krále požadoval vstup. Alexander Redmond odpověděl, že Aston bude vítán, pokud své vojáky a zbraně zanechá venku. Následovala dlouhá přestřelka. Aston zjistil, že jeho dělo je příliš malé na to, aby mělo větší efekt proti hlavním dveřím. K jeho potížím přibylo, že ho asi polovina jeho mužů opustila a vydala se drancovat. Jak se boj vlekl, na poloostrov Hook se snesla hustá mořská mlha.
Mezitím vojáci irské konfederace pod vedením kapitána Rossitera a kapitána Thomase Roche stále tábořili v Shielbaggan. Když se o útoku doslechli, vyrazili rychle na pomoc obráncům a pod rouškou mlhy útočníky překvapili. Asi 30 Angličanů uteklo na své čluny a zpět do pevnosti. Sám kapitán Aston byl jedním ze zabitých. Mnoho ostatních, včetně dvou synovců lorda Esmonda, poručíků Johna a Waltera Esmondových, bylo zajato. Několik anglických vězňů bylo následujícího dne na příkaz Thomase Roche oběšeno, pravděpodobně v Ballyhacku. Dne 20. srpna 11 byli v New Ross oběšeni další, včetně jednoho z bratrů Esmondových.

### Vyvlastnění a změna vlastnictví
Oficiální rodokmen rodiny Redmondů uvádí, že Alexander Redmond musel na podzim roku 1649 bránit Redmond Hall proti vojákům Olivera Cromwella ještě jednou či dokonce dvakrát. Existoval zvyk, kdy obránci používali pytle vlny k zablokování průlomů ve zdech vytvořených nepřátelskými děly. Tyto vlněné pytle a vyobrazení Redmond Hall lze vidět v erbu vydaném jednomu ze členů rodu v roce 1763. Tvrdí se, že Alexander Redmond obdržel od Cromwella příznivé podmínky a zemřel v Redmond Hall v roce 1650 nebo 1651, načež jeho pozůstalá rodina byla vystěhována a bylo jim dovoleno si ponechat si třetinu svých původních panství v hrabství Wexford.
Po skončení Cromwellovy kampaně, dostal rozsáhlé pozemky na jihu hrabství Wexford Nicholas Loftus a zakoupil Redmond Hall od „několika dobrodruhů a vojáků“. Loftusové byli angličtí „plantážníci”, kteří vlastnili půdu v sousedství od roku 1590. Nicolas Loftus získal v roce 1634 panství Fethard-on-Sea. Hrad Fethard se stal rodovým sídlem, který později obsadila rodina Remondů, po vystěhování z Remond Hall. Hlavním sídlem Loftusů se Redmond Hall stalo teprve až v roce 1666, kdy se sem přestěhoval z Dungulph Nikolasův syn Henry. Aby ustanovil nové jméno svého majetku, nechal vytesat do kamene u přístupových mol v Portersgate následující nápis: „Henry Loftus z Loftus Hall Esq”. 1680. Přesto se starý název udržel až do konce století. V roce 1684 provedl Henry Loftus rozsáhlé opravy, které byly pravděpodobně nutné po bouřlivých událostech předchozích desetiletí. Rodina Loftusů se během následujících staletí pozvedla do šlechtického stavu. V roce 1800 se tehdejší majitel Loftus Hall, první hrabě z Ely, dřívější baron Loftus z Loftus Hall, stal markýzem z Ely. Byl to jeho potomek, 4. markýz, kdo v letech 1872–1884 zrenovoval starou síň a využil stávající strukturu, což vedlo k dnešní podobě domu. Redmontové zpochybnili nárok Loftusů u soudu, ale nebyli úspěšní. 

### Pozdější vývoj

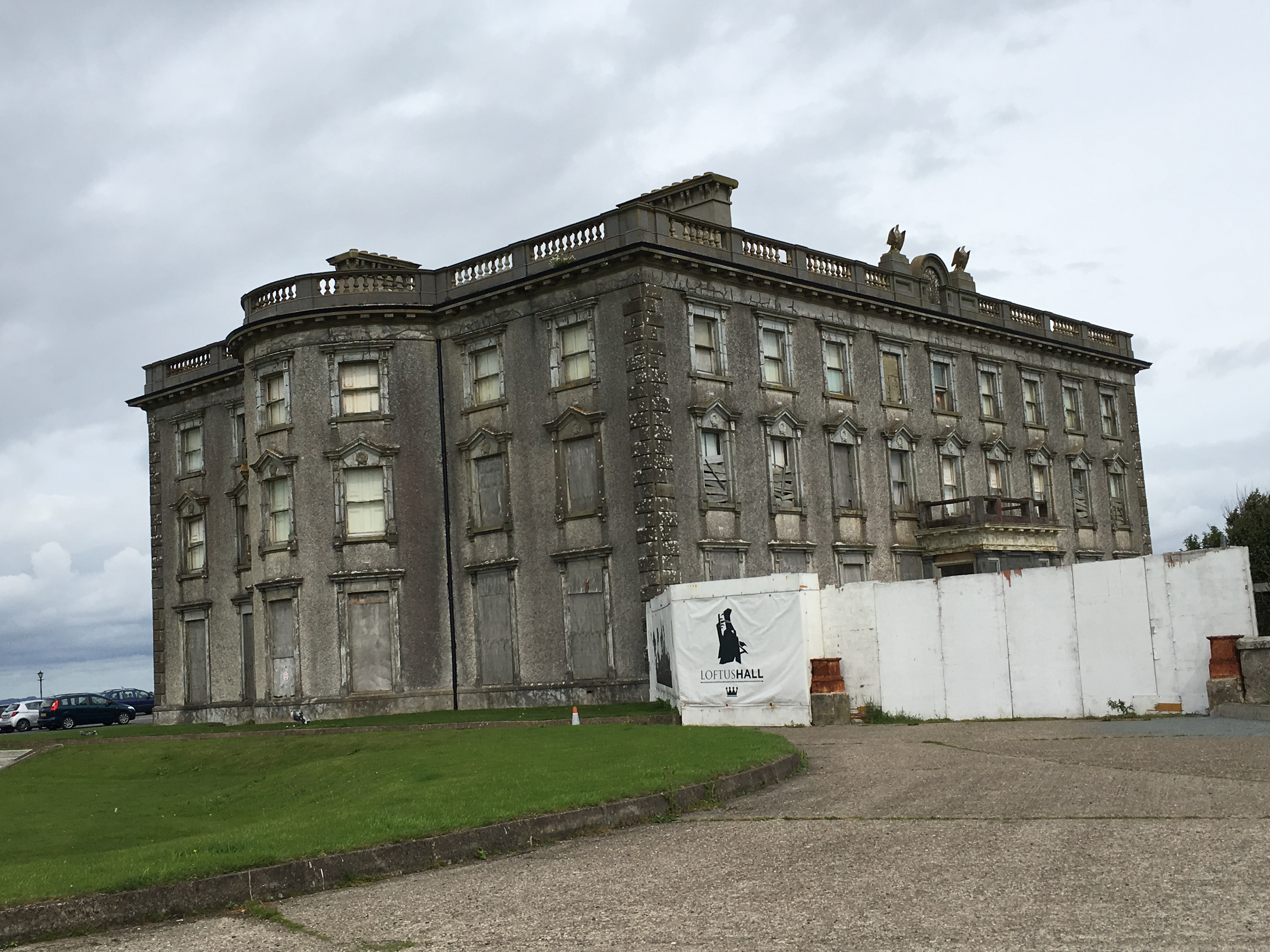
Loftus Hall (2017)

V letech 1872–1884 provedl nejctihodnější John Henry Wellington Graham Loftus, 4. markýz z Ely (1849–1889), s podporou své matky Lady Jane Hope Vere Loftus, rozsáhlou přestavbu celého sídla, která prakticky nahradila původní stavbu. Přibylo mnoho výrazných prvků jako velké schodiště, mozaiková dlažba, propracované parketové podlahy a technické prvky, které tehdy nebyly v irských domech obvyklé, jako splachovací záchody a vytápění vzduchem. Lord Ely se nechal velmi inspirovat zámkem Osborne House, královniným letním sídlem na ostrově Wight. Mělo se za to, že rozsáhlé práce byly provedeny kvůli návštěvě královny, ta se ale nikdy neuskutečnila a rodina si dům nikdy plně neužila. 4. markýz zemřel velmi mladý, bez potomků, zanechaje panství ve špatné finanční situaci svému bratranci, který se ho nakonec rozhodl prodat. V roce 1917 Loftus Hall koupily Sestry Boží prozřetelnosti a přeměnily ho na klášter a školu pro mladé dívky se zájmem o vstup do řádu. V roce 1983 ho koupili Kay a Michael Devereaux, kteří otevřeli Loftus Hall Hotel, který byl následně koncem 90. let uzavřen.
Loftus Hall ve velmi zanedbaném stavu koupili v roce 2011 Shane a Aidan Quigley, kteří začali s jeho obnovou a otevřeli dům veřejnosti pro strašidelné prohlídky a sezónní akce. Poté co se zde natáčel televizní seriál Po stopách duchů se začali se na Loftus Hall sjíždět lidé z celého světa, aby se zúčastnili vyšetřování paranormálních jevů. 
V roce 2020 byl Loftus Hall znovu prodán. V současnosti je veřejností nepřístupný a probíhá jeho rekonstrukce.

## Pověst
Charles Tottenham se stal pánem panství (aby zdědil pozemky a titul podle pokynů Nicolase Loftuse z roku 1752, musel přijmout jméno Loftus) tím, že se oženil se ctihodnou Anne Loftus, dcerou prvního vikomta Loftuse. Měli šest dětí, čtyři chlapce a dvě dívky – Elizabeth a Anne. Jeho žena však onemocněla a zemřela, když byly dívky ještě malé. O dva roky později se Tottenham oženil se svou sestřenicí Jane Cliffeovou a žili spolu s Anne v Loftus Hall. Jednoho večera roku 1775 Charles odpočíval ve svém domě se svou druhou manželkou a dcerou Anne z prvního manželství, zatímco rodina Loftusových byla pryč za prací. Během bouře nečekaně na poloostrov Hook dorazila loď. Na zámku byl přivítán mladý muž. Anne a mladý muž se velmi sblížili. Jednou v noci byla rodina a tajemný cizinec v herně a hráli karty. Ve hře dostal každý hráč tři karty, kromě Anny, které záhadný muž rozdal pouze dvě. Komorník obsluhující rodinu u stolu se právě chystal muže vyslechnout, když se Anne sehnula, aby sebrala z podlahy další kartu, kterou musela upustit. Říká se, že když se Anne sklonila, aby zvedla kartu, podívala se pod stůl a viděla, že tajemný muž má místo nohy kopyto. Tehdy se Anne postavila a řekla muži: „Ty máš kopyto!” Muž proletěl střechou nechaje za sebou velkou díru ve stropě. Dlouho po cizincově návštěvě byly při renovaci údajně objeveny pozůstatky malého dítěte skrytého ve zdech gobelínového pokoje, kde byla Anne údajně izolována poté, co se střetla s ďáblem. Tento objev vedl některé ke spekulacím, že mladá žena byla uzavřena poté, co otěhotněla mimo manželství – možná kvůli schůzce s tajemným cizincem později obsazeným jako ďábel v přestrojení.

## V kultuře
- V roce 1993 uvedl Rick Whelan z Waterfordu částečně nezávislý dokumentární film The Legend of Loftus Hall, který podrobně popisuje pověst o návštěvě ďábla. Další již celovečerní film, jednoduše nazvaný Loftus Hall, byl oznámen na začátku roku 2006 a vývoj projektu začal v roce 2007,[5] ale později se dostal do finančních potíží, které produkci zastavily. V roce 2011 bylo oznámeno zajištění nového financování a projekt byl kompletně restartován.
- Loftus Hall byl inspirací pro knižní sérii Artemis Fowl od Eoina Colfera, který zde v mládí pracoval.[6]
- V roce 2014 se na internetu stala senzací fotografie údajného ducha dívky, pořízená na Loftus Hall.[7][8]
- V roce 2016 se na Loftus Hall natáčela 102. epizoda 13. série amerického TV pořadu Po stopách duchů.[3]
- Loftus Hall byl hlavní lokací pro hororový film The Lodgers (2017) režiséra Briana O'Malleyho.[9]